# Louis Charles de Guénand
 Louis Charles de Guénand , né le 22 août 1755 à Buzançais et mort le 9 mai 1803 à Neuilly, est un général de brigade de la Révolution française.

## États de service
Il entre en service le 17 septembre 1766, comme élève à l’école royale militaire, il est nommé sous-lieutenant le 13 juin 1774, lieutenant le 11 juin 1781, et capitaine le 19 août 1789.
Le 29 juin 1792, il passe lieutenant-colonel au 45e régiment d’infanterie, et il est nommé colonel le 26 octobre 1792 au 5e régiment d’infanterie.
Il est promu général de brigade provisoire à l’armée de la Moselle le 6 août 1793, et il est démis de ses fonctions le 16 octobre 1793, pour ses origines nobles.
Le 14 mars 1800, il est remis en activité, et il est affecté à l’armée de réserve le 14 avril suivant, puis il rejoint la 4e division du général Boudet le 25 avril 1800. Il participe à la bataille de Marengo le 14 juin 1800, et le 31 octobre 1800, il prend le commandement du département de la Dyle. Le 30 décembre 1801, il commande la 24e division militaire.
En décembre 1802, il est mis en congé pour raison de santé, et il meurt le 9 mai 1803, d’un problème pulmonaire. 

## Sources
- (en) « Generals Who Served in the French Army during the Period 1789 - 1814: Eberle to Exelmans »
- Thierry Pouliquen, « Les généraux français et étrangers ayant servis [sic] dans la Grande Armée » (consulté le 25 décembre 2013)
- Louis Charles de Guénand  sur roglo.eu
- Docteur Robinet, Jean-François Eugène et J. Le Chapelain, Dictionnaire historique et biographique de la révolution et de l'empire, 1789-1815, volume 2, Librairie Historique de la révolution et de l’empire, 886 p. (lire en ligne), p. 112
- (pl) « Napoléon.org.pl »